# Стерлінгтон (Луїзіана)
Стерлінгтон (англ. Sterlington) — місто (англ. town) в США, в окрузі Вачіта штату Луїзіана. Населення — 1980 осіб (2020).

## Географія
Стерлінгтон розташований за координатами 32°41′22″ пн. ш. 92°3′43″ зх. д. / 32.68944° пн. ш. 92.06194° зх. д. (32.689363, -92.061875).  За даними Бюро перепису населення США в 2010 році місто мало площу 7,41 км², з яких 7,39 км² — суходіл та 0,02 км² — водойми.

## Демографія
Згідно з переписом 2010 року, у місті мешкали 1594 особи в 623 домогосподарствах у складі 448 родин. Густота населення становила 215 осіб/км².  Було 696 помешкань (94/км²).
Расовий склад населення:
| - 78,2 % — білих - 16,9 % — чорних або афроамериканців - 0,8 % — азіатів - 0,2 % — вихідців з тихоокеанських островів - 0,2 % — корінних американців - 1,7 % — осіб інших рас |

До двох чи більше рас належало 2,1 %. Частка іспаномовних становила 4,0 % від усіх жителів.
За віковим діапазоном населення розподілялося таким чином: 31,0 % — особи молодші 18 років, 58,2 % — особи у віці 18—64 років, 10,8 % — особи у віці 65 років та старші. Медіана віку мешканця становила 31,4 року. На 100 осіб жіночої статі у місті припадало 87,3 чоловіків;  на 100 жінок у віці від 18 років та старших — 79,7 чоловіків також старших 18 років.
Середній дохід на одне домашнє господарство  становив 55 365 доларів США (медіана — 45 221), а середній дохід на одну сім'ю — 61 690 доларів (медіана — 46 176). За межею бідності перебувало 22,5 % осіб, у тому числі 33,0 % дітей у віці до 18 років та 8,9 % осіб у віці 65 років та старших.
Цивільне працевлаштоване населення становило 841 особа. Основні галузі зайнятості: освіта, охорона здоров'я та соціальна допомога — 19,0 %, роздрібна торгівля — 16,8 %, будівництво — 10,9 %, мистецтво, розваги та відпочинок — 8,1 %.